# Tsvetana Pirònkova
Tsvetana Kírilova Pirònkova (Plòvdiv, República Popular de Bulgària, 13 de setembre de 1987) és una tennista professional búlgara.

## Biografia
Filla de pares esportistes, Kiril Entxev Pirònkov i Radosveta Txinkova-Nikòlova, respectivament remer i nadadora. Té un germà Encho i una germana Elisaveta. Es va casar el juliol de 2016 amb Mikhail Mirchev, futbolista ja retirat.
Pirònkova va llançar la seva pròpia marca de roba anomenada Pironetic.
Aprofitant una llarga baixa per lesió a l'espatlla produïda durant el 2017, la qual va suposar la fi de la seva ratxa de 49 aparicions en torneigs Grand Slam consecutius, Pirònkova va aprofitar per esdevenir mare la primavera de 2018.
Va començar a jugar a tennis amb quatre anys quan el seu pare li va començar a ensenyar. Quan va decidir dedicar-se professionalment a aquest esport, el seu pare també va esdevenir el seu entrenador.

## Palmarès: 1 (1−0)

### Individual: 1 (1−0)
| Llegenda                                  |
| ----------------------------------------- |
| Grand Slam (0−0)                          |
| WTA Tour Championships / WTA Finals (0−0) |
| Premier Mandatory (0−0)                   |
| Premier 5 (0−0)                           |
| Premier (1−0)                             |
| International (0−0)                       |

| Títols per superfície |
| --------------------- |
| Dura (1−0)            |
| Gespa (0−0)           |
| Terra batuda (0−0)    |

| Resultat   | Núm. | Data                | Torneig           | Superfície | Oponent en la final | Marcador |
| ---------- | ---- | ------------------- | ----------------- | ---------- | ------------------- | -------- |
| Guanyadora | 1.   | 10 de gener de 2014 | Sydney, Austràlia | Dura       | Angelique Kerber    | 6−4, 6−4 |

## Trajectòria

### Individual
| Torneig | 2005        | 2006        | 2007        | 2008        | 2009        | 2010        | 2011        | 2012  | 2013        | 2014        | 2015        | 2016  | 2017        | 2018        | 2019        | 2020        | 2021 | Títols    | V – D     |
| --- | ----------- | ----------- | ----------- | ----------- | ----------- | ----------- | ----------- | ----- | ----------- | ----------- | ----------- | ----- | ----------- | ----------- | ----------- | ----------- | ---- | --------- | --------- |
| Open d'Austràlia | A           | 2R          | 1R          | 2R          | 2R          | 2R          | 2R          | 2R    | 1R          | 2R          | 2R          | 1R    | 1R          | A           | A           | A           | 1R   | 0 / 13    | 8 – 13    |
| Roland Garros | A           | 2R          | 1R          | 2R          | 1R          | 1R          | 2R          | 2R    | 1R          | 2R          | 3R          | QF    | 2R          | A           | A           | 3R          | Q2   | 0 / 13    | 14 – 13   |
| Wimbledon | Q3          | 2R          | 1R          | 1R          | 1R          | SF          | QF          | 2R    | 4R          | 1R          | 1R          | 1R    | 2R          | A           | A           | NC          | 1R   | 0 / 13    | 15 – 13   |
| US Open | Q2          | 1R          | 2R          | 1R          | 1R          | 2R          | 2R          | 4R    | 1R          | 2R          | 1R          | 2R    | A           | A           | A           | QF          | 1R   | 0 / 13    | 12 – 13   |
| Jocs Olímpics | No celebrat | No celebrat | No celebrat | 2R          | No celebrat | No celebrat | No celebrat | 2R    | No celebrat | No celebrat | No celebrat | 1R    | No celebrat | No celebrat | No celebrat | No celebrat | A    | 0 / 3     | 2 – 3     |
| Tournament of Champions | No celebrat | No celebrat | No celebrat | No celebrat | A           | A           | A           | SF    | RR          | RR          | A           | A     | A           | A           | A           | NC          |      | 0 / 3     | 1 – 9     |
| Total Victòries−Derrotes | 6−3         | 15−16       | 7−15        | 16−18       | 9−20        | 16−15       | 13−22       | 20−24 | 6−14        | 15−17       | 14−12       | 14−15 | 6−10        | 0−0         | 0−0         | 5−2         |      | 169 – 221 | 169 – 221 |
| Rànquing a final d'any | 88          | 62          | 98          | 46          | 99          | 35          | 46          | 42    | 108         | 39          | 59          | 64    | 162         | –           | –           | 135         |      |           |           |
| Llegenda: G: Guanyadora; F: Finalista; SF: Semifinalista; QF: Quarts de final; Q: Qualificació; A: Absent; RR: Round Robin; |             |             |             |             |             |             |             |       |             |             |             |       |             |             |             |             |      |           |           |

### Dobles
| Open d'Austràlia | A   | 2R | A   | 2R  | A  | 1R  | A    | A   | A   | A   | 0 / 3 | 2 – 3 |
| Roland Garros | 2R  | A  | 2R  | 1R  | A  | 1R  | 1R   | A   | A   | 1R  | 0 / 6 | 2 – 6 |
| Wimbledon | A   | A  | 1R  | A   | A  | 2R  | A    | 2R  | 2R  | 1R  | 0 / 5 | 3 – 5 |
| US Open | 1R  | A  | 2R  | A   | 1R | 1R  | 1R   | A   | A   | A   | 0 / 5 | 1 – 5 |
| Rànquing a final d'any | 304 | –  | 205 | 190 | –  | 342 | 1123 | 344 | 363 | 902 |       |       |
| Llegenda: G: Guanyadora; F: Finalista; SF: Semifinalista; QF: Quarts de final; Q: Qualificació; A: Absent; RR: Round Robin; |     |    |     |     |    |     |      |     |     |     |       |       |